# Hope (Indiana)
Hope es un pueblo ubicado en el condado de Bartholomew en el estado estadounidense de Indiana. En el Censo de 2010 tenía una población de 2102 habitantes y una densidad poblacional de 853,4 personas por km².

## Geografía
Hope se encuentra ubicado en las coordenadas 39°17′57″N 85°45′58″O / 39.29917, -85.76611. Según la Oficina del Censo de los Estados Unidos, Hope tiene una superficie total de 2.46 km², de la cual 2.46 km² corresponden a tierra firme y (0%) 0 km² es agua.

## Demografía
Según el censo de 2010, había 2102 personas residiendo en Hope. La densidad de población era de 853,4 hab./km². De los 2102 habitantes, Hope estaba compuesto por el 97.15% blancos, el 0.57% eran afroamericanos, el 0.1% eran amerindios, el 0.38% eran asiáticos, el 0% eran isleños del Pacífico, el 0.48% eran de otras razas y el 1.33% pertenecían a dos o más razas. Del total de la población el 1.81% eran hispanos o latinos de cualquier raza.